# 能登国
能登国（のとのくに）は、かつて日本の地方行政区分だった令制国の一つ。北陸道に属する。現在の石川県北部にあたる。

## 沿革
成務朝に能等国造が置かれ、次いで雄略朝に羽咋国造が置かれたと伝えられる。養老2年（718年）5月2日、越前国から羽咋郡、能登郡、鳳至郡、珠洲郡の四郡を分立して能登国が成立した。
天平13年（741年）12月10日に越中国に併合された
天平勝宝8歳（757年）5月8日、越中国から再び分立した。
また、天元3年（980年）、『和名抄』の編纂で有名な源順が能登国守として赴任している。
能登郡の名称は後に鹿島郡へと改められた。
江戸時代には大部分が加賀藩領であったが、一部に幕府領（旗本領を含む）があった。また、一時的に譜代の小藩が設置されているが（能登下村藩・能登西谷藩）、いずれも短期間で廃止されている。
寛文11年（1671年）5月4日、加賀藩は、羽喰郡を羽咋郡、鹿島郡を能登郡と改めた。

### 近代以降の沿革
- 「旧高旧領取調帳データベース」に記載されている明治初年時点での国内の支配は以下の通り[注釈 2]（666村・275,361石余）。幕府領は加賀藩預地。旗本領は土方氏領。
  - 羽咋郡（191村・91,031石余） - 幕府領、旗本領、加賀藩
  - 鹿島郡（150村・85,947石余） - 幕府領、旗本領、加賀藩
  - 鳳至郡（250村・64,961石余） - 幕府領、加賀藩
  - 珠洲郡（75村・33,421石余） - 幕府領、加賀藩
- 明治2年6月17日（1869年7月25日） - 版籍奉還により加賀藩（通称）の正式名称が金沢藩となる。
- 明治3年5月22日（1870年6月20日） - 幕府領・旗本領が高山県の管轄となる[5]。
- 明治4年
  - 7月14日（1871年8月29日） - 廃藩置県により、藩領が金沢県の管轄となる。
  - 11月20日（1871年12月31日） - 第1次府県統合により、全域が七尾県の管轄となる。
- 明治5年9月27日（1872年10月29日） - 石川県の管轄となる。

## 領域
明治維新の直前の領域は現在以下のようになっている。太字の自治体及び郡は全域が、通常体は一部が国土にあたる。
- 石川県
  - 七尾市
  - 輪島市
  - 珠洲市
  - 羽咋市
  - かほく市
    - 二ツ屋、中沼、夏栗、野寺、八野、瀬戸町、黒川、元女、箕打及び学園台の区域の一部の区域

  - 河北郡
    - 津幡町字上大田、字下河合、字上河合、字瓜生及び字牛首の区域

  - 羽咋郡
  - 鹿島郡
  - 鳳珠郡

## 国内の施設

### 国府
源順の『和名抄』には「能登国国府在能登郡」とあり、現在の七尾市古府の総社の付近か府中町にあったと推定されている。発掘調査はまだなされていない。

### 国分寺・国分尼寺
- 能登国分寺跡 （七尾市国分町） - 国の史跡。

国分僧寺は、新たに創建されたものではなく、飛鳥時代後期（700年頃）に創建された大興寺を承和10年（843年）12月1日に国分寺としたものである。国分寺跡には建物の基壇や柱跡が表示され、南門と塀などが復元されている。

### 神社
延喜式内社
『延喜式神名帳』には、大社1社1座・小社42社42座の計43社43座が記載されている。大社1社は以下に示すもので、名神大社である。能登国の式内社一覧を参照。
- 羽咋郡 気多神社（現 気多大社、羽咋市寺家町）

総社・一宮以下
- 総社 能登国総社 （能登国魂神社とも、七尾市古府） - 源順が能登守の時代、大穴持命を祀っていた神社に国内の有力神社43社の神を勧請・合祀し、現存する。
- 一宮 気多大社
- 二宮 伊須流岐比古神社または天日陰比咩神社

## 地域

### 郡
- 羽咋郡
- 能登郡 → 鹿島郡
- 鳳至郡
- 珠洲郡

### 国司

#### 能登守
- 村国子老 764年（天平宝字8年）8月4日 - 9月25日、外従五位下
- 平群虫麻呂 764年（天平宝字8年）9月25日 - 従五位下
- 多治比名負 774年（宝亀5年）3月5日 - 9月4日、従五位下
- 巨勢馬主 774年（宝亀5年）9月4日 - 、従五位下
- 安倍高貞 869年（貞観11年）1月13日 -、従五位下
- 藤原季行 1133年（長承2年）5月24日 - 1140年（保延6年）4月7日、従五位上
- 平教経 1179年（治承3年）-、従五位下

### 守護

#### 鎌倉幕府
- ?～1191年 - 比企朝宗
- 1223年～1245年 - 名越朝時
- 1275年頃～? - 北条氏一門
- 1293年～? - 北条宗長?

#### 室町幕府
- ?～1336年 - 吉見頼為?
- 1336年 - 吉見頼顕
- 1337年～1346年 - 吉見頼隆
- 1348年～? - 吉見氏頼
- 1349年～1351年 - 桃井盛義?
- 1352年～1379年 - 吉見氏頼
- 1379年～1391年 - 本庄宗成
- 1391年～1406年 - 畠山基国
- 1406年～1432年 - 畠山満則
- 1432年～? - 畠山義忠
- 1478年～1497年 - 畠山義統
- 1497年～1500年 - 畠山義元
- 1500年～1506年 - 畠山慶致
- 1506年～1515年 - 畠山義元
- 1515年～1542年 - 畠山義総
- 1543年～1551年 - 畠山義続
- 1551年～1565年 - 畠山義綱
- 1565年～1574年 - 畠山義隆

### 武家官位としての能登守
- 長倉祐省
- 大岡忠相 1712年（正徳2年）3月15日-1717年（享保2）2月3日、従五位下